# ريج هارلي
ريج هارلي (بالإنجليزية: Reg Harley)‏ هو لاعب كرة قدم أسترالية أسترالي، ولد في 19 أبريل 1925، وتوفي في 1 فبراير 2014.

## وصلات خارجية
- ريج هارلي على موقع AustralianFootball.com (الإنجليزية)
- ريج هارلي على موقع AFLtables.com (الإنجليزية)